# Viola heterophylla
Viola heterophylla är en violväxtart som beskrevs av Poll. Viola heterophylla ingår i släktet violer, och familjen violväxter. Inga underarter finns listade i Catalogue of Life.